# 叔丁醇鈉
叔丁醇鈉是化學式為(CH3)3CONa的有機化合物，是強鹼，有微弱的親核性，在化學反應上類似叔丁醇鉀。
叔丁醇鈉可以用叔丁醇和氢化钠反應製備。

## 應用
叔丁醇鈉是非親核性鹼，常用在布赫瓦尔德-哈特维希偶联反应中，如以下的例子：
叔丁醇鈉可以用來製備叔丁醇錯合物，例如可以從七氯化二鎢鹽類反應後的複分解反應中製備六叔丁氧基二钨：
NaW2Cl7(THF)5  +  6 NaOBu-t  →  W2(OBu-t)6  +  7 NaCl  +  5 THF

## 結構
叔丁醇鈉會形成固態的簇合物，有六聚體和九聚體。
|        |        |
| 六聚體 | 九聚體 |